# Фукс, Александра Андреевна
Александра Андреевна Фукс, урождённая Апёхтина (1790-е, Казань — 3 (15) февраля 1853) — русская поэтесса, автор этнографических очерков и мемуаров. Племянница поэта Г. П. Каменева, жена профессора Карла Фёдоровича Фукса.

## Биография
Её дед, дворянин титулярный советник Иван Васильевич Апехтин (1739—?), был женат на Анне Михайловне; в деревне Исеневой Чебоксарского уезда имел наследственных — 1 душу и приобретённых — 21 душу крестьян по 4-й ревизии. Отец, Андрей Иванович (1767—?), секунд-майор, городничий г. Казани, в 1804 году — козьмодемьянский и чебоксарский уездный предводитель дворянства, в 1826 — надворный советник; был женат вторым браком на Анне Николаевне.
Воспитывалась во второй семье своего отца, помещика А. И. Апёхтина, в Чебоксарах. Помещица Чебоксарского (д. Аникеево (Новинское, Апехтино) и Царёвококшайского (д. Кужеры) уездов.
Вышла замуж 3 июня 1821 года за 44-летнего профессора Карла Фёдоровича Фукса. У них было 5 детей, однако до взрослого возраста дожила только дочь Софья. 
В течение четверти века она была хозяйкой литературного салона в Казани. Была знакома со многими литераторами. Среди её знакомых И. В. Киреевский, Э. П. Перцов, М. Д. Деларю, Д. П. Ознобишин.
А. А. Фукс — первая русская писательница, начавшая работать в области этнографии, изучавшая быт нерусских Казанской губернии, особенно чувашей.
Умерла в феврале 1853 года от апоплексического удара. Похоронена на Арском кладбище Казани рядом с мужем.

## Творчество
Большую часть жизни прожила в Казани, где участвовала в местном журнале «Заволжский Муравей» и издавала свои сочинения.
Н. М. Языков и Е. А. Боратынский писали ей стихи и ценили её знания и дарование.
В «Казанских Губернских Ведомостях» 1844 года помещены её «Воспоминания о Пушкине», изданные и особой брошюрой с добавлением писем к ней А. С. Пушкина.
Остался неизданным её роман «Зюлима, или Пугачёв в Казани». Рукопись его была передана Н. Второву, дальнейшая её судьба неизвестна.

## Сочинения
Книги:
- «Стихотворения» (1834)
- «Поездка в Казань и Чебоксары» (1834)
- «Основание города Казани: повесть в стихах, из татарских преданий» (1836)
- Царевна-Несмеяна: народная русская сказка, переложенная в стихи для десятилетнего читателя Павла Александровича Жмакина. — Казань: Типография губернского правления, 1838
- «Записки о чувашах и черемисах Казанской губернии» (1840)
- «Княжна Хабиба: повесть в стихах, из татарских преданий» (1841)
- «Поездка к вотякам» (1844)

Статьи:
- Александр Сергеевич Пушкин в Казани: (Посвящается Елене Николаевне М…ке) // Казанские Губернские Ведомости. — 1844. — 10 января (№ 2). — С. 18-24.
- На проезд Александра Сергеевича Пушкина через Казань // Заволжский Муравей. — 1834. — Янв. — № 1, ч. 1. — С. 15-18.

Театральная комедия:
- «Она похудела» (1837)

Переписка с А. С. Пушкиным.